# Radical 8
El radical 8, representado por el carácter Han 亠, es uno de los 214 radicales del diccionario de Kangxi.  En mandarín estándar es llamado 亠部　(tóu bù,«radical cabeza»), en japonés es llamado  亠部, とうぶ　(tōbu), y en coreano 두(du). Este radical aparece siempre en la parte superior del carácter al que pertenece, como en 京 y 交.

## Nombres populares
- Mandarín estándar: 文字頭, wénzì tóu, «símbolo “cabeza”».
- Coreano: 돼지해머리부, dwaeji hae meoli bu, «parte de arriba del símbolo 亥 (usado para representar el signo del Cerdo del zodiaco chino)».
- Japonés: 鍋蓋（なべぶた）, nabebuta, «tapa de olla»;　卦算	冠（けいさんかんむり）　keisan-kanmuri «pisapapeles (en la parte superior)».[2]
- En occidente: Radical «tapa».

## Caracteres con el radical 8
| trazos | carácter                             |
| ------ | ------------------------------------ |
| + 0    | 亠                                   |
| + 1    | 亡                                   |
| + 2    | 亢 亣                                |
| + 4    | 交 亥 亦 产（carácter simplificado） |
| + 5    | 亨 亩 亪                             |
| + 6    | 享 京                                |
| + 7    | 亭 亮 亯 亰 亱 亲                    |
| + 8    | 亳                                   |
| + 10   | 亴 亵                                |
| + 11   | 亶 亷                                |
| + 14   | 亸（carácter simplificado）          |
| + 19   | 亹                                   |

## Galería
| Estilos antiguos                                 | Estilos antiguos                  | Estilos antiguos                        | Estilos antiguos                   | Estilos antiguos                   | Estilos empleados actualmente       | Estilos empleados actualmente  | Estilos empleados actualmente    | Estilos empleados actualmente   | Estilos empleados actualmente  |
|                                                  |                                   |                                         |                                    |                                    |                                     | 亠                             | 亠                               |                                 |                                |
| 甲骨文 jiǎgǔwén (escritura de huesos oraculares) | 金文 jīnwén (escritura de bronce) | 简帛 jiǎnbó (escritura de bambú y seda) | 篆文 zhuànwén (escritura de sello) | 篆文 zhuànwén (escritura de sello) | 隸書 lìshū (estilo de los escribas) | 楷書 kǎishū (estilo regular)   | 楷書 kǎishū (estilo regular)     | 行書 xǐngshū (estilo corriente) | 草書 cǎoshū (estilo de hierba) |
| 甲骨文 jiǎgǔwén (escritura de huesos oraculares) | 金文 jīnwén (escritura de bronce) | 简帛 jiǎnbó (escritura de bambú y seda) | 大篆 dàzhuàn (sello grande)        | 小篆 xiǎozhuàn (sello pequeño)     | 隸書 lìshū (estilo de los escribas) | 繁體／繁体 fántǐ (tradicional) | 简体／簡體 jiǎntǐ (simplificado) | 行書 xǐngshū (estilo corriente) | 草書 cǎoshū (estilo de hierba) |